# Xochicalco
Xochicalco és un jaciment arqueològic que situat al Municipi de Miacatlán a l'estat de Morelos a Mèxic, a 38 km al sud-oest de la ciutat de Cuernavaca. Va ser declarat Patrimoni de la Humanitat de la UNESCO des del 1999.
L'apogeu de Xochicalco tingué lloc en el període anomenat Epiclàssic (650-900). Durant aquest lapse es va construir la majoria de l'arquitectura monumental visible avui en dia;el seu desenvolupament i sorgiment s'ha d'entendre a partir de la seva relació amb Teotihuacan, l'assentament dominant a Mesoamèrica al llarg del període clàssic.